# Rathaus (Ústí nad Orlicí)

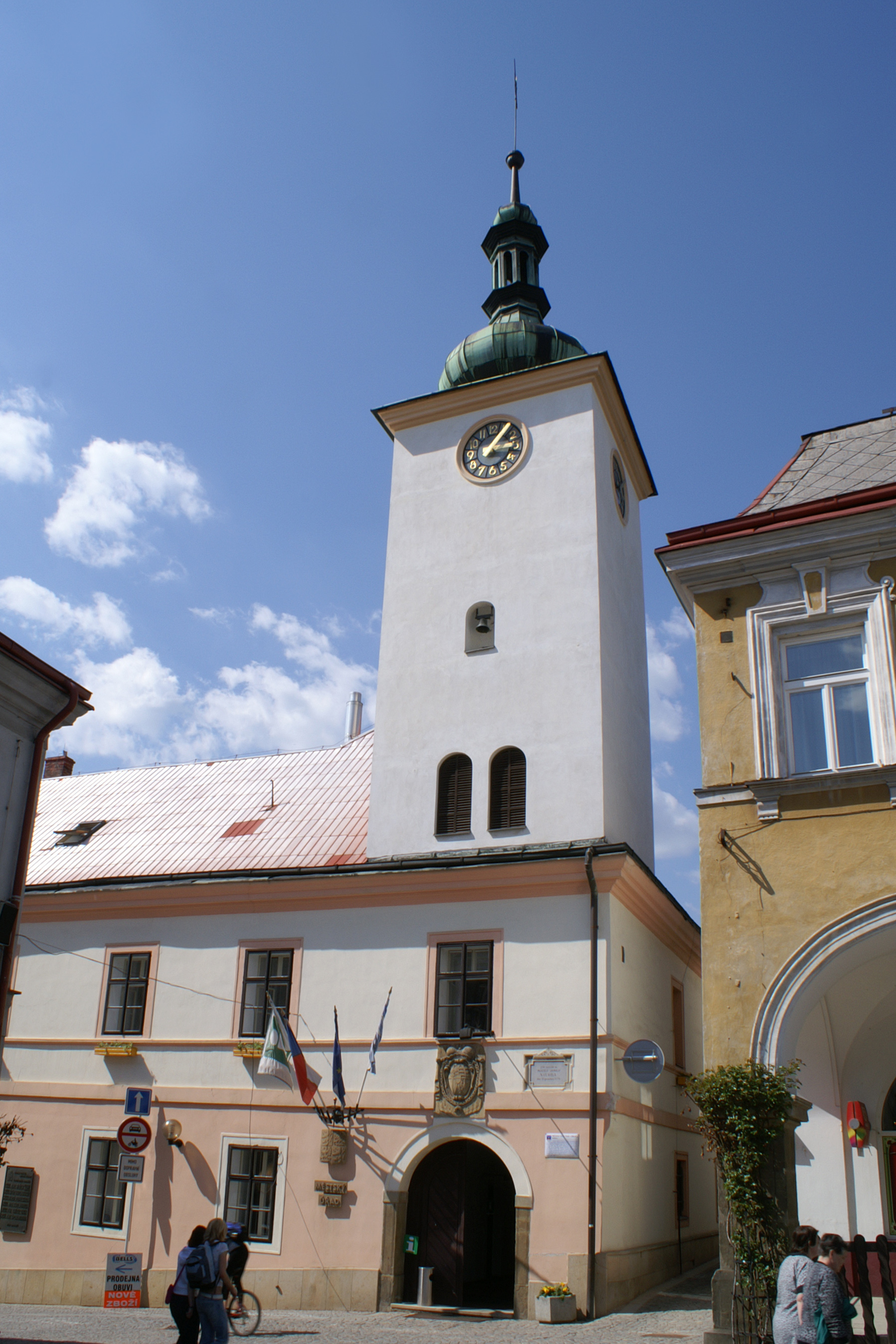
Rathaus in Ústí nad Orlicí

Das Rathaus in Ústí nad Orlicí (deutsch Wildenschwert), einer tschechischen Stadt in der Region Pardubický kraj, wurde von 1721 bis 1723 erbaut. Das Rathaus am Marktplatz ist ein geschütztes Kulturdenkmal.
Das zweigeschossige Gebäude wird von einem rechteckigen Turm überragt, der von einer Laterne bekrönt wird.